# Waldgrehweiler
Waldgrehweiler település Németországban, Rajna-vidék-Pfalz tartományban. Lakosainak száma 225 fő (2023. december 31.).

## Népesség
A település népességének változása:
| Lakosok száma | 299  | 206  | 207  | 225  | 225  | 225  |
|               | 1975 | 2017 | 2019 | 2021 | 2022 | 2023 |